# Okres Svaljava
Okres Svaljava, též Svaljavský rajón (ukrajinsky Свалявський район, Svaljavskyj rajon) je bývalá správní jednotka na úrovni okresu v Zakarpatské oblasti na Ukrajině.
Centrem hornatého rajónu s rozlohou 673 km² byla Svaljava a v 28 vesnicích a jednom městě žilo v roce 2012 přibližně 54 500 obyvatel. Během administrativně-teritoriální reformy, která proběhla v červenci 2020 a snížila počet okresů oblasti ze 13 na 6, bylo území okresu rozděleno mezi okresy Mukačevo a Chust.

## Geografie
Územím tohoto bývalého okresu protékají řeky Latorica, Svaljavka, Boržava a Piňa; poslední tři na tomto území pramení.